# Chaetostomella steropea
Chaetostomella steropea är en tvåvingeart som först beskrevs av Camillo Rondani 1870.  Chaetostomella steropea ingår i släktet Chaetostomella och familjen borrflugor. Inga underarter finns listade i Catalogue of Life.